# 所药村壁画墓
所药村壁画墓，或称望都汉墓，位于河北省望都县城东所药村，共有两座东汉时期的墓葬建筑，两者东西相望，相距约30米。西面的一座于1952年发掘清理，编为一号墓；东面的一座于1955年4月至9月清理，编为二号墓。

一号墓于1952年发掘，经考证系东汉浮阳侯孙程之墓，始建于公元132年，壁画面积达百余平方米。

二号墓的建造规模较一号墓大，但由于多次被盗，墓室及随葬器物被严重扰乱，墓壁壁画因墓室坍塌无法恢复原状，但由残存部分可知其风格与一号墓基本相同。根据出土砖质买地券上的文字及其他信息判断，此墓年代应为东汉灵帝光和五年（公元182年）。

1982年5月，望都汉墓被定为河北省文物保护单位，2006年6月，被列入第六批全国重点文物保护单位。

2009年，该县建立望都汉墓博物馆，并修复墓内壁画、加固墓室券顶、安装壁画防湿装置。预计2010年10月竣工并对外开放。

## 参看
- 北京历史博物馆，河北省文物管理委员会编，《望都汉墓壁画》，中国古典艺术出版社，1955
- 河北省文化局文物工作队编，《望都二号汉墓》，文物出版社，1959